# Akatsi
Le district de Akatsi  (officiellement Akatsi District, en Anglais) est l’un des 18 districts de la Région de la Volta au Ghana.

## Villes et villages du district
- Akatsi
- Ave-Dakpa
- Avenorpedo
- Avenorpeme
- Ave-Afiadenyigba
- Posmonu
- Hevi (Xevi)
- Xavi
- Ave-Havi
- Wute Gefia
- Dzalele
- Torve
- Dzogadze
- Agbedrafor
- Atidzive
- Ave-Dzadzepe
- Agormor-Agado
- Have
- Ayitikope

## Sources
- (en) Site de Ghanadistricts